# Jacques Leclerc (linguiste)
Pour les articles homonymes, voir Jacques Leclerc et Leclerc.
Jacques Leclerc est un linguiste, un sociolinguiste et un ancien professeur à la retraite. Il est spécialiste en aménagement linguistique. Il est né en 1943 au Québec.

## Biographie
Ayant obtenu son diplôme en linguistique à l’Université de Montréal, il a enseigné à cette université ainsi qu’au Collège de Bois-de-Boulogne et à l’Université Laval. 
Chercheur subventionné pour l’Office québécois de la langue française (OQLF), il a publié plusieurs ouvrages aux Presses de l’Université Laval et chez Mondia Éditeur (aujourd’hui Modulo), ainsi que de nombreux articles sur la politique linguistique. Il a reçu la collaboration du linguiste Jacques Maurais, ainsi que du traducteur François Gauthier. Il a participé aussi à des colloques sur la politique linguistique (Québec, Montréal, Ottawa, Paris, Grenoble, Rabat, etc.). 
Jacques Leclerc s’est également intéressé à l’histoire du français, à l’histoire du français québécois, mais aussi à l'histoire de l'anglais, de l'espagnol, du portugais, du catalan et de l'italien, ainsi qu'aux législations linguistiques en Amérique du Nord, en Europe, en Amérique du Sud et en Afrique. Depuis quelques années, cette question des législations linguistiques est devenue la spécialité de ce linguiste.

## Site «Aménagement linguistique dans le monde»
Son site Internet, L’aménagement linguistique dans le monde, présente les situations et politiques linguistiques de 390 États ou territoires répartis dans 195 pays du monde.
Ce site a été créé en 1999 sous l’égide du CIRAL, le Centre international de recherche en aménagement linguistique de l’Université Laval au Québec. Il a été ensuite été hébergé par le Trésor de la langue française au Québec (TLFQ), puis par la Chaire pour le développement de la recherche sur la culture d’expression française en Amérique du Nord (CEFAN) de l’Université Laval.
Le site est référencé par des universités et linguistes : Université Toulouse II-Le Mirail, Faculté Saint-Jean de l’Université de l’Alberta le Centre international d’études pédagogiques, …
Plus de 15 000 personnes visitent ce site quotidiennement, soit plus de cinq millions annuellement. Il est ainsi devenu l’un des sites du genre les plus visités au monde, toutes langues confondues.

## Ouvrages publiés
- Langue et société, Laval, Mondia Éditeurs, 1986, 530 p.
- La guerre des langues d’affichage, Montréal, VLB Éditeur, 1988, 420 p [5].
- Langue et société, 2e édition complètement revue et corrigée, Mondia Éditeurs, Laval (Québec), 1992, 708 p.
- Langues et constitutions, Québec, Office de la langue française (Montréal) et Conseil international de la langue française (Paris); coauteurs : François Gauthier et Jacques Maurais. décembre 1993, 130 p.
- Recueil des législations linguistiques dans le monde, tome I: «Le Canada fédéral et les provinces canadiennes», Québec, Les Presses de l'Université Laval, 1994, 300 p.
- Recueil des législations linguistiques dans le monde, tome II: «La Belgique et ses Communautés», Québec, Les Presses de l'Université Laval, 1994, 247 p.
- Recueil des législations linguistiques dans le monde, tome III: «La France, le Luxembourg et la Suisse», Québec, Les Presses de l'Université Laval, 1994, 204 p.
- Recueil des législations linguistiques dans le monde, tome IV: «La principauté d'Andorre, l'Espagne et l'Italie», Québec, Les Presses de l'Université Laval, 1994, 182 p.
- Recueil des législations linguistiques dans le monde, tome V: «Algérie, Autriche, Chine, Danemark, Finlande, Hongrie, Malte, Maroc, Norvège, Nouvelle-Zélande, Pays-Bas, Royaume-Uni, Tunisie, Turquie, ex-URSS», Québec, Les Presses de l'Université Laval, 1994, 223 p. Coauteur : Jacques Maurais.
- Recueil des législations linguistiques dans le monde, tome VI: *Colombie, États-Unis, Mexique, Porto Rico, Traités internationaux+, Québec, Les Presses de l'Université Laval, 1994, 216 p.
- Français scientifique, Le : Éditeur Linguatech, 1999,  (ISBN 9782920342330) [6].